# Đớp ruồi thiên đường châu Phi
Đớp ruồi thiên đường châu Phi, tên khoa học Terpsiphone viridis, là một loài chim trong họ Monarchidae.

## Hình ảnh

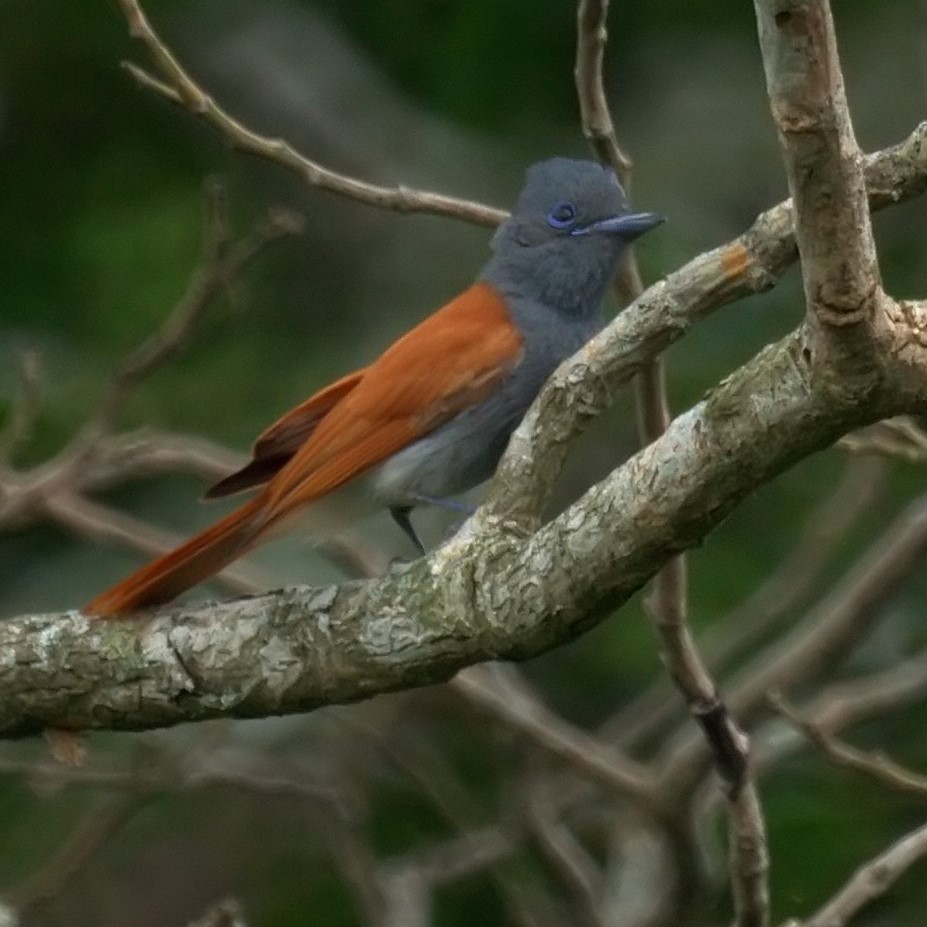
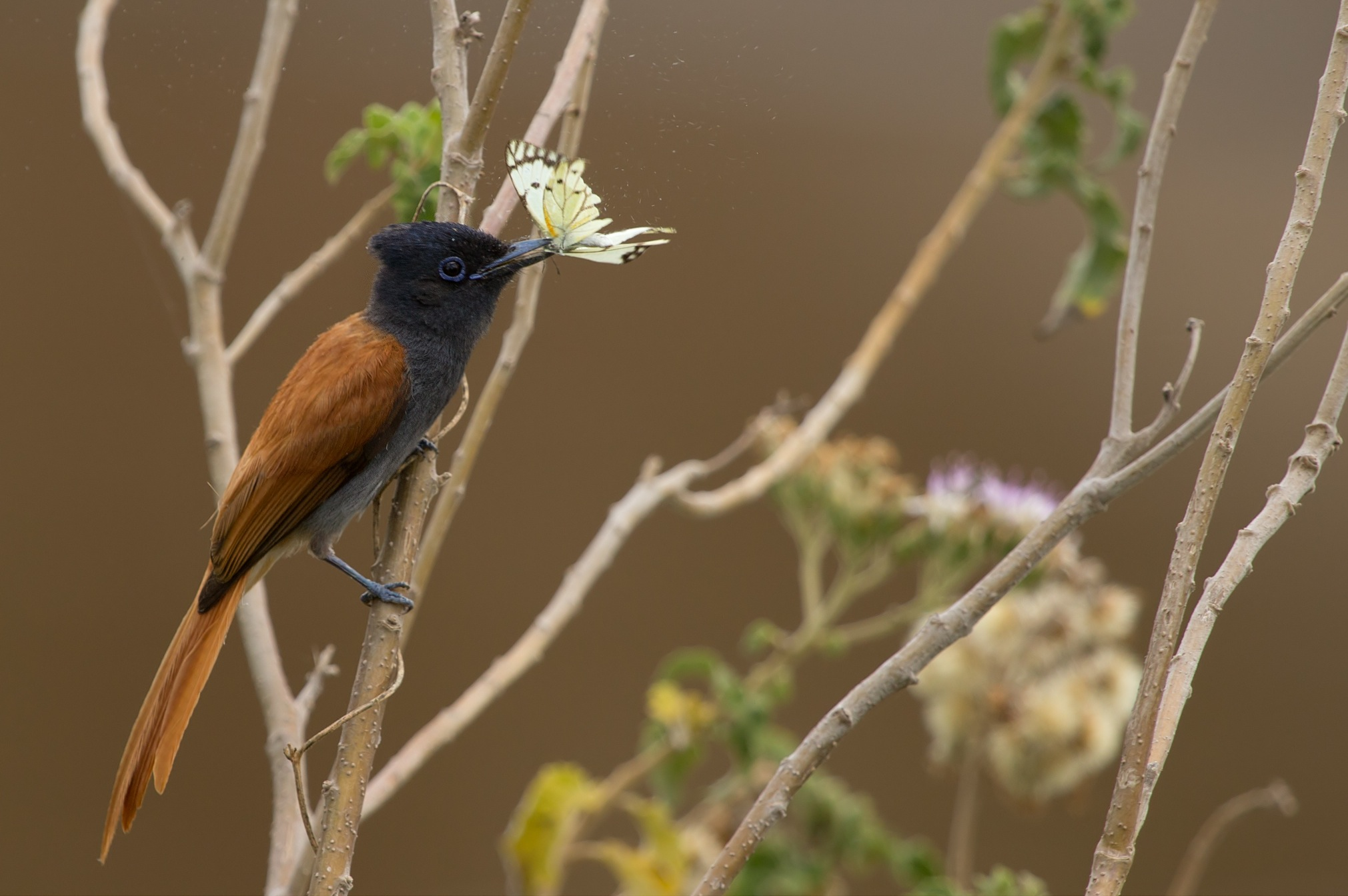
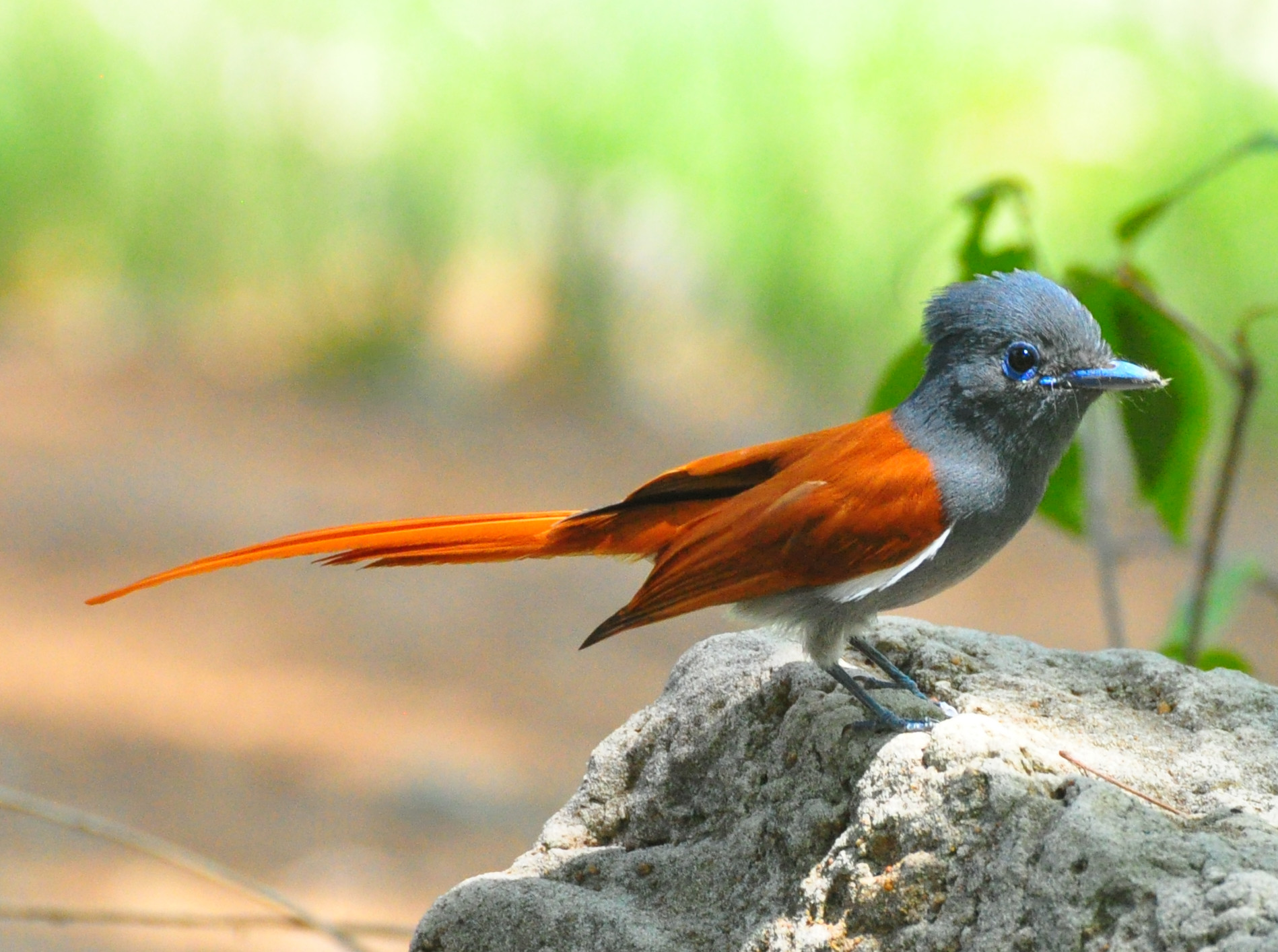

- Terpsiphone viridis